# Swarthmore College
Swarthmore College és una universitat privada d'arts liberals localitzada a Swarthmore, Pennsilvània, 11 milles (18 km) al sud-oest de Filadèlfia.
Fundada el 1864, Swarthmore va ser una de les primeres institucions d'educació superior coeducacionales dels Estats Units. Es va fundar per un comitè de la Societat Religiosa d'Amics format per membres de tres agrupacions de seguidors d'Elias Hicks: les de Baltimore, Nova York, i Filadèlfia. Molts dels fundadors eren activistes dels moviments pels drets de les dones i altres qüestions socials, entre els quals es trobaven Edward Parrish, Deborah i Joseph Wharton, Benjamin Hallowell, i James i Lucretia Mott.
Swarthmore es va establir per a ser una universitat, "... que es troba sota la cura d'un grup d'amics, però que pretén oferir una educació similar a la que pot ser obtinguda en les millors institucions universitàries al nostre país." Al 1906, Swarthmore va deixar de ser una institució religiosa, passant a ser una organització no-sectària.
Swarthmore és membre del Tri-College Consortium, una aliança formada per Swarthmore College, Bryn Mawr College, i Haverford College, i del Quaker Consortium, que afegeix també a la Universitat de Pennsilvània, permetent que els seus estudiants puguin cursar matèries en alguna de les diferents universitats pertanyents als consorcis.